# Trebižani
Trebižani so naselje v Občini Komen.